# Теліга Олена Іванівна
Оле́на Іва́нівна Телі́га (до шлюбу Шовгеніва або Шовгенова; 8 (21) липня 1906, Ільїнське, Московська губернія, Російська імперія — 21 лютого 1942 (?), Київ, Райхскомісаріат Україна) — українська поетеса, публіцистка, літературний критик, діячка ОУН.
Борець за незалежність України у ХХ сторіччі.

## Життєпис

### З народження і до німецько-радянської війни

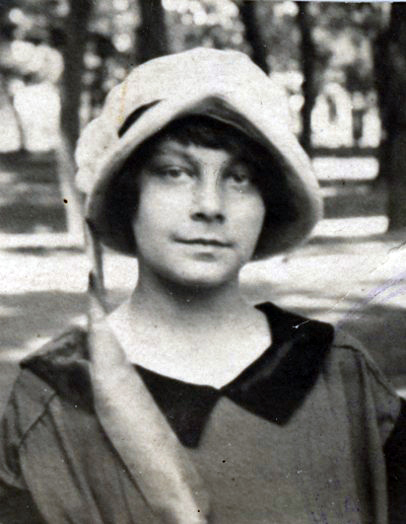
Олена Теліга, 1920-ті

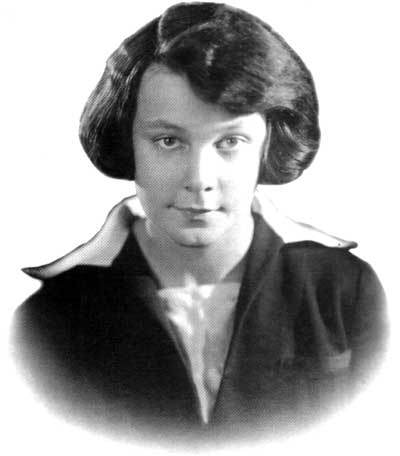
Олена Теліга

Олена Теліга з чоловіком, 1928

Народилась в Ільїнському під Москвою (точне місце народження невідоме: в Московській області є три населені пункти з такою назвою) в інтелігентній українській родині: батько Іван Опанасович Шовгенів — відомий учений (викладав у Московському інженерному училищі), інженер-гідротехнік, походив зі Слобожанщини, народився 1874 р. у сім'ї селянина Івана Шовгені в с. Кам'янка, Куп'янський пов. (тепер Куп'янський р-н, Харківська обл.), закінчив Інститут інженерів шляхів сполучення в Петербурзі; мати — Юліянія (Уляна) Нальянч-Качковська, вчителька, походила з Поділля, з давньої української православної священицької родини, що мала білоруське коріння, народилася в м. Старокостянтинів, тепер Хмельницька обл., закінчила Бестужевські курси в Петербурзі. Коли Оленці було п'ять років, Шовгенови переїхали до Петербурга.
У 1918 році разом з родиною переїхала до Києва. Тут навчалася в Жіночій гімназії Олександри Дучинської. Зі згортанням приватної освіти та вказівкою, що всі діти повинні навчатися в єдиних трудових звичайних школах, Олена потрапила до такої.
14 листопада 1920 року її батько, професор Київського політехнічного інституту та директор Департаменту водних, шосейних і ґрунтових доріг Міністерства шляхів уряду УНР, разом з урядом був евакуйований на територію Польщі до міста Тарнів.
Олена залишилася в Києві без засобів до існування і змушена була полоти городи в селах під Києвом, допомагати матері продавати або міняти речі, щоб придбати харчі, яких завжди бракувало. З липня 1922 року родина оселилася в Подєбрадах у Чехословаччині. Батько на той час був ректором Української господарської академії. Тут Олена ввійшла до середовища молодих українських поетів та інтелектуалів, колишніх вояків Армії УНР. У 1922—1923 роках навчалася на Українських матуральних курсах у Подєбрадах, після закінчення яких отримала «матуру», документ, що давав право вступу до вищої школи. Протягом 1923—1929 років навчалася на історико-філологічному факультеті Українського високого педагогічного інституту імені М. Драгоманова в Празі.
У Подєбрадах Олена, разом із Михайлом Телігою, студентом Української господарської академії, взяла участь у танцювальній групі Василя Авраменка в 1925—1927 рр. Разом вони відвідували також аматорський драматичний гурток. 1 серпня 1926 року одружилася з ним. Їх повінчав православний священник Євген Погорецький в євангелицькій церкві св. Миколи в Подєбрадах.
1928 року розпочала літературну діяльність, друкувалася в «Літературно-науковому вістнику» (1922—1932), що в той час виходив у Львові під редакцією Дмитра Донцова, що відіграв важливу роль у формуванні націоналістичного світогляду Теліги. Саме в Чехії відбулося її становлення як поетеси, публіцистки-літературознавиці.
З вересня 1929 до 1939 року проживала у Варшаві. Сюди ще в 1928 році переїхали Оленині батьки, і Теліги сподівалися, що там їм легше буде знайти роботу. Але працевлаштуватися майже неможливо, до того ж — у 1929 році у Варшаві померла мати Олени, і подружжя опинилося в тяжкому матеріальному становищі. Михайло за мізерну зарплату працював землеміром у глухому польському селі Желязна Жондова, де влітку з ним жила й Олена, а взимку мусила жити в Варшаві, самостійно заробляти на життя, що не завжди вдавалося, вона бралася за будь-яку роботу, іноді працювала навіть моделлю в магазині. Потім влаштувалася вчителькою української мови в маленькій недільній школі при Союзі українок-емігранток у Варшаві, але працювала без оплати. З часом життя родини стабілізувалося. Михайло знайшов краще оплачувану роботу на польській залізниці, Олена працювала в українській школі при Українському Центральному Комітеті. Вона продовжила активну мистецьку та громадську діяльність, стала одним з чільних співробітників «Вістника» (1933—1939) під редакцією Дмитра Донцова у Львові. Перед Українською Студентською Громадою виступала з рефератами, які потім друкувалися в «Вістнику»: «Сила через радість» (1937, кн. 9), «Сліпа вулиця» (1938, кн. 4). Першим оприлюдненим публіцистичним твором Олени Теліги був феміністський реферат «Якими нас прагнете?» (1935, кн. 10), де вона виразила свій погляд на роль української жінки в боротьбі за націю, за національну державу. Ці ж думки розвинула в рефераті «Сліпа вулиця».
Протягом 1939—1941 років перебувала в Кракові. Тут, у грудні 1939 року, зустрілася з давнім знайомим Олегом Кандибою (О. Ольжичем), вступила в ОУН, де активно працювала в Культурній референтурі Проводу ОУН, якою він керував.
Тісно співпрацювала із краківською «Просвітою», на організованих нею заходах виголосила реферати: «Вступне слово на Академію в честь гетьмана Мазепи» та «Партачі життя». У лютому 1940 року очолила молодіжне Мистецьке товариство «Зарево». Секретарем був член Культурної референтури ОУН Олег Штуль.
Після розколу ОУН, що Олена Теліга сприйняла як загальнонаціональну і свою особисту трагедію, вона залишилася в середовищі, керованому полковником Андрієм Мельником.
Завжди ефектно вбрана й завжди приязна (хоча, за власною оцінкою, не красуня), Олена була однією з найчарівніших жінок українського емігрантського середовища Польщі та Чехо-Словаччини 1920—1940‑х.

### Повернення до Києва

Зліва 1-й ряд: Орест Чемеринський, Олена Теліга, Улас Самчук. 2-й ряд: Михайло Михалевич, Омелян Коваль, Юрій Русов. Львів, літо 1941 р.

Після початку радянсько-німецької війни в липні 1941 року в складі похідних груп ОУН разом із Уласом Самчуком нелегально перейшла кордон і переїхала до Львова, у вересні прибула до Рівного, де написала публіцистичні статті «Розсипаються мури» та «Братерство в народі», які були опубліковані у газеті «Волинь» під редакцією У. Самчука. А 22 жовтня 1941 року прибула до окупованого німецькою армією Києва.
У Києві мешкала за різними адресами, а після того, як до Києва наприкінці листопада 1941 року прибув Михайло Теліга, родина поселилася в будинку на вул. Караваєвській (тепер ріг вулиць Гетьмана Павла Скоропадського і Паньківської, 2/25), в квартирі № 90. Це була остання її адреса.
У Києві Олена Теліга очолила створену з ініціативи О. Ольжича Спілку українських письменників (на вулиці Трьохсвятительській, 23, тепер Десятинна, 9), відкрила пункт харчування для своїх соратників, співпрацювала з редакцією газети «Українське слово» (редактор Іван Рогач), що знаходилася на Бульварно-Кудрявській вулиці, 24, редагувала тижневик «Літаври» — літературно-мистецький додаток до газети «Українське слово», увійшла до складу Української Національної Ради
У передостанньому листі з Києва вона написала:
У київський період серед найближчих співробітників Олени Теліги були: Олег Ольжич, Іван Рогач, Орест і Анна Чемеринські, Іван Кошик, Михайло Теліга.

### Арешт і загибель
Після арешту 12 грудня редакції «Українського слова» було заборонено й видання «Літаврів». Теліга не брала до уваги постанови нацистської влади: ігнорувала вказівки гітлерівців зухвало і принципово. 7 лютого 1942 року почалися арешти націоналістів. О. Ольжич вимагав, щоб Теліга залишила Київ, але вона категорично відмовилася й зосередила всю роботу в Спілці українських письменників. У приватній розмові з М. Михалевичем уперто підкреслила: «Ще раз із Києва на еміграцію не поїду! Не можу…». Вона знала, на що йде, втікати не збиралася. 9 лютого друзі попереджали, що гестапо готує засідку на вул. Трьохсвятительській, у приміщенні Спілки, і радили їй туди не йти. Але Теліга сказала: «На мене чекають люди. Я не можу не прийти тому, що боюсь арешту. Зрештою — їх також поарештують. Я не можу втікти, бо хтось міг би сказати: в небезпеці нас лишила, а перед небезпекою говорила про патріотизм і жертвенність. Коли я не повернусь, то не забувайте про мене. Коли я загину, то знайте, що свій обов'язок сповнила до кінця».
У приміщенні Спілки гестапівці заявили: хто не належить до Спілки, може йти додому. Михайло Теліга, який до Спілки не належав, а був там з Оленою, цією можливістю не скористався і був арештований разом із нею.
Місце та дата загибелі поетеси та її чоловіка невідомі, але оскільки у лютому відбувались масові розстріли у Бабиному Яру, то 21 лютого 1942 року заведено вважати днем пам'яті Олени Теліги, її чоловіка та інших членів ОУН, розстріляних нацистами в Бабиному Яру.

## Поетична творчість

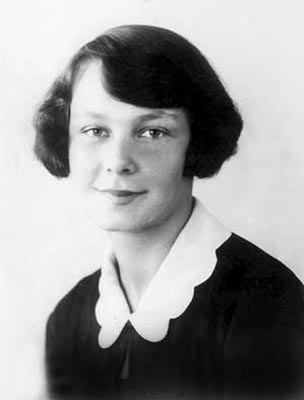
Олена Теліга, 1920-ті рр.

Поетична спадщина Олени Теліги кількісно невелика, відомо всього 38 віршів. Але за змістом вона має неперевершену вартість. У поезії прозвучав її неповторний голос, притаманна її творчості особливість, яку літературознавці визначили як «пасіонарність любовної лірики». У вірші «Мужчинам» звучить передчуття бою, в який жінки зберуть своїх чоловіків. Їхня місія — дарувати чоловікам свою ніжність, віру в їхню міць і цим підтримувати бойовий дух. Хоча братися за спис — не жіноча справа, коли буде треба, жінка стане поряд з чоловіком і піде з ним до кінця. Лірична героїня «Вечірньої пісні» готова перебрати у свої долоні, на свої коліна всі тягарі, які пригнічують душу коханого, своєю ніжністю розтопити його тривоги і цю ніжність передати як найміцнішу зброю для майбутньої боротьби. Особливістю лірики Олени Теліги є також її здатність до передбачення. У вірші «Поворот» вона описала у деталях повернення на рідну землю, а в поезії «Лист» передбачила свій трагічний кінець: «Гарячу смерть — не зимне умирання», про які просила Бога, і бачила в поетичній уяві, що коли прийде вона «На наш похмурий і прекрасний берег», її «життя хитнеться й відпливе — Мов корабель у заграві пожежі».

### Поезії
- Весняне
- «Тільки вечір злітає на місто»
- Радість
- За кордоном
- Життя
- Мужчинам
- І. Чужа весна
- ІІ. Сонний день
- ІІІ. Пломінний день
- Відвічне
- Поворот
- Танго
- Козачок
- Подорожній
- «Не треба слів. Хай буде тільки діло…»
- Літо
- Вірність
- «Ніч була розбурхана та тьмяна…»
- «Моя душа й по темнім трунку…»
- «Не любов, не примха й не пригода…»
- Чоловікові
- «Гострі очі розкриті в морок…»
- «Сьогодні кожний крок хотів би бути вальсом…»
- Неповторне свято
- На п'ятім поверсі
- «Махнуть рукою! Розіллять вино…»
- Відповідь
- «Я руці, що била, не пробачу…»
- Безсмертне
- П'ятнадцята осінь
- Вечірня пісня
- Чорна площа
- Лист
- «Усе — лише не це! Не ці спокійні дні…»
- Напередодні [Два сонети]
- Соняшний спогад
- 1933—1939
- Засудженим

### Окремі видання
Перші видання поетичних творів Олени Теліги окремими збірками вийшли друком на еміграції:
- «Душа на сторожі» (1946)
- «Прапори духа» (1947)
- «О. Теліга. Збірник» (1977)
- «Полум'яні межі» (1977)

У незалежній Україні були видані:
- Теліга О. О краю мій…: Твори, документи, біографічний нарис. — К.: Вид-во ім. Олени Теліги, 1999. — 496 с.
- Теліга О. Листи. Спогади / Упоряд., вст. ст., прим. Н. Миронець. — К.: Вид-во ім. Олени Теліги, 2003. — 400 с.
- Теліга О. Вибрані твори / Упоряд. О. Зінкевич. — К.: Смолоскип, 2006. — 344 с.

## Гендерні погляди
Теліга протиставляла свої погляди поглядам західних феміністок, дотримуючись точки зору, що місія жінки — у «ніжності», у підтримці бойового духу чоловіків.

## Вшанування пам'яті

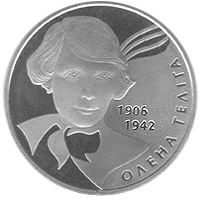
Ювілейна монета України з зображенням О. Теліги

### На державному рівні
22 травня 2006 року президент України Віктор Ющенко видав Указ про відзначення 100-ліття від дня народження Олени Теліги, згідно з яким:
- 21 липня 2006 року був випущений присвячений їй конверт із спец. погашенням.
- 2007 року Національний банк України випустив монету номіналом 2 гривні із зображенням Олени Теліги.

### Пам'ятні місця
- 21 лютого 1992 року на символічному місці поховання Олени Теліги та її побратимів у Бабиному Яру членами ОУН та представниками патріотичної громадськості України вперше було поставлено Пам'ятний Хрест[6].
- 24 серпня 2006 року урочисто відкрито на її честь меморіальну дошку в Заліщиках на будинку колишньої вілли  «Вікторія», де вона відпочивала в серпні 1936 року[26][27].
- 13 грудня 2008 року в чеському містечку Подєбради на будинку, де містилися матуральні курси, на яких навчалася Олена Теліга, урочисто відкрита меморіальна дошка на її честь[28][29].
- 28 лютого 2009 року в Києві урочисто відкрито меморіальну дошку на будинку № 25/18  по вулиці Гетьмана Павла Скоропадського, в якому проживала Олена Теліга перед розстрілом у лютому 1942 року.
- 31 серпня 2009 року відбулося урочисте відкриття пам'ятника Олені Телізі у місті Києві на території скверу «Поляна» по вулиці Політехнічній навпроти 12 корпусу КПІ. Пам'ятник створено скульптором Володимиром Івановичем Щуром в 2008 році за кошти викладачів та випускника КПІ 1992 року Д. Андрієвського.[30][31]
- 28 вересня 2009 року знову було відкрито та освячено дерев'яний пам'ятний знак-хрест загиблим членам ОУН замість зруйнованого у ніч на 15 липня 2009 року.
- 2016 року, з нагоди 110 річниці від дня народження Олени Теліги, в Бабиному Яру було встановлено і освячено кам'яний хрест замість дерев'яного.
- 25 лютого 2017 року на території Національного історико-меморіального заповідника «Бабин Яр» у Києві відбулося відкриття пам'ятника Олені Телізі[32]. Участь у заході взяли представники громадськості, молодь, чиновники та духовенство. Освятив пам'ятник патріарх Київський і всієї Руси-України Філарет[33].

Меморіальні дошки на честь Олени Теліги встановлені також:
- у Львові — на проспекті Тараса Шевченка (колишня вул. Академічна), де в 1941 р. у будинку № 11 збиралися похідні групи ОУН.
- у Рівному, на будинку, де була редакція газети «Волинь».

### Найменування на честь
- 1993 року іменем Олени Теліги названо вулицю в місті Києві, розташовану неподалік Бабиного Яру, місця її смерті.
- Вулиці на честь Олени Теліги є у містах: Дніпро, Дрогобич, Житомир, Запоріжжя, Ковель, Конотоп, Львів, Рівне, Суми, Ужгород, Черкаси, Умань, Кропивницький. Всього по Україні ім'ям Олени Теліги названо вулиці більш ніж у тридцяти населених пунктах.
- 12-ий курінь УСП та 46-ий курінь УПС ім. Олени Теліги.
- 20 курінь УПЮ імені Олеги Теліги.
- Всеукраїнське жіноче товариство імені Олени Теліги (1994).
- Міжнародна літературно-мистецька премія імені Олени Теліги (2000 рік).
- Україномовна видавнича організація «Видавництво імені Олени Теліги» (1994).
- Бібліотека № 15 для юнацтва в Радянському районі м. Києва (1996)
- Спеціалізована школа І–ІІІ ступенів з поглибленим вивченням англійської мови № 97 імені Олени Теліги міста Києва (1998). Перший у світі Літературний музей Олени Теліги створений на території школи.

### Відеотека
- Документальний фільм «Приватний лист світові», присвячений 100-річчю від дня народження Олени Теліги (ТО документальних та художніх фільмів НТКУ, 2007). Режисерка-постановниця Ірина Шатохіна, авторка сценарію Теодозія Зарівна, а у ролі поетеси — Зінаїда Журавльова.
- Короткометражний ігровий фільм «Танок метелика»[34] 2021 року, режисерки та сценаристки Марії Феленко. Фільм був знятий, як дипломна робота студентки КНУТКіТ ім. І. К. Карпенка-Карогого. У ролі Олени — Мальвіна Салійчук. Фільм отримав низку нагород на українських та Міжнародних кінофестивалях.

## Світлини

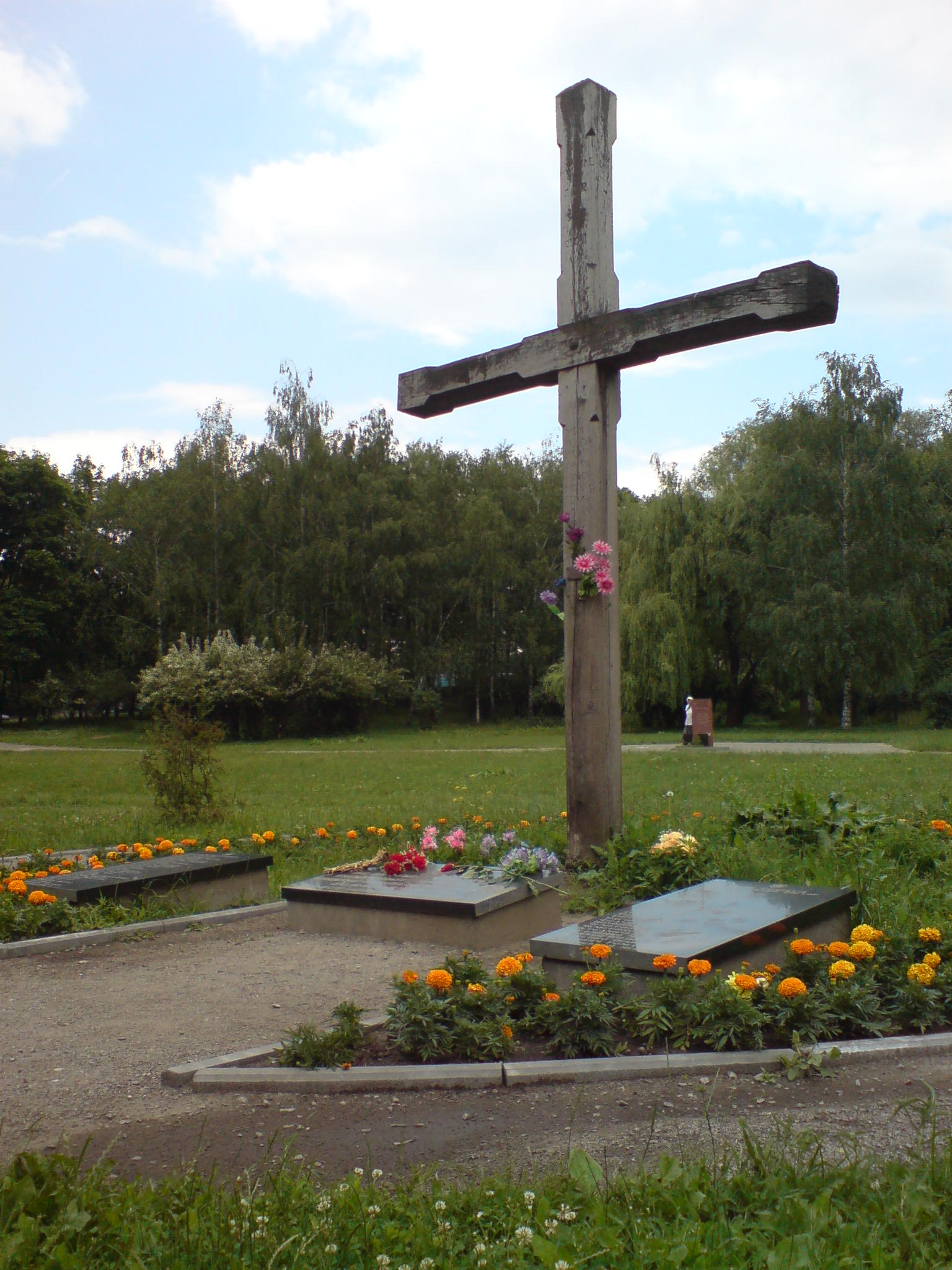
Дерев'яний хрест у пам'ять про членів ОУН, розстріляних у Бабиному Яру
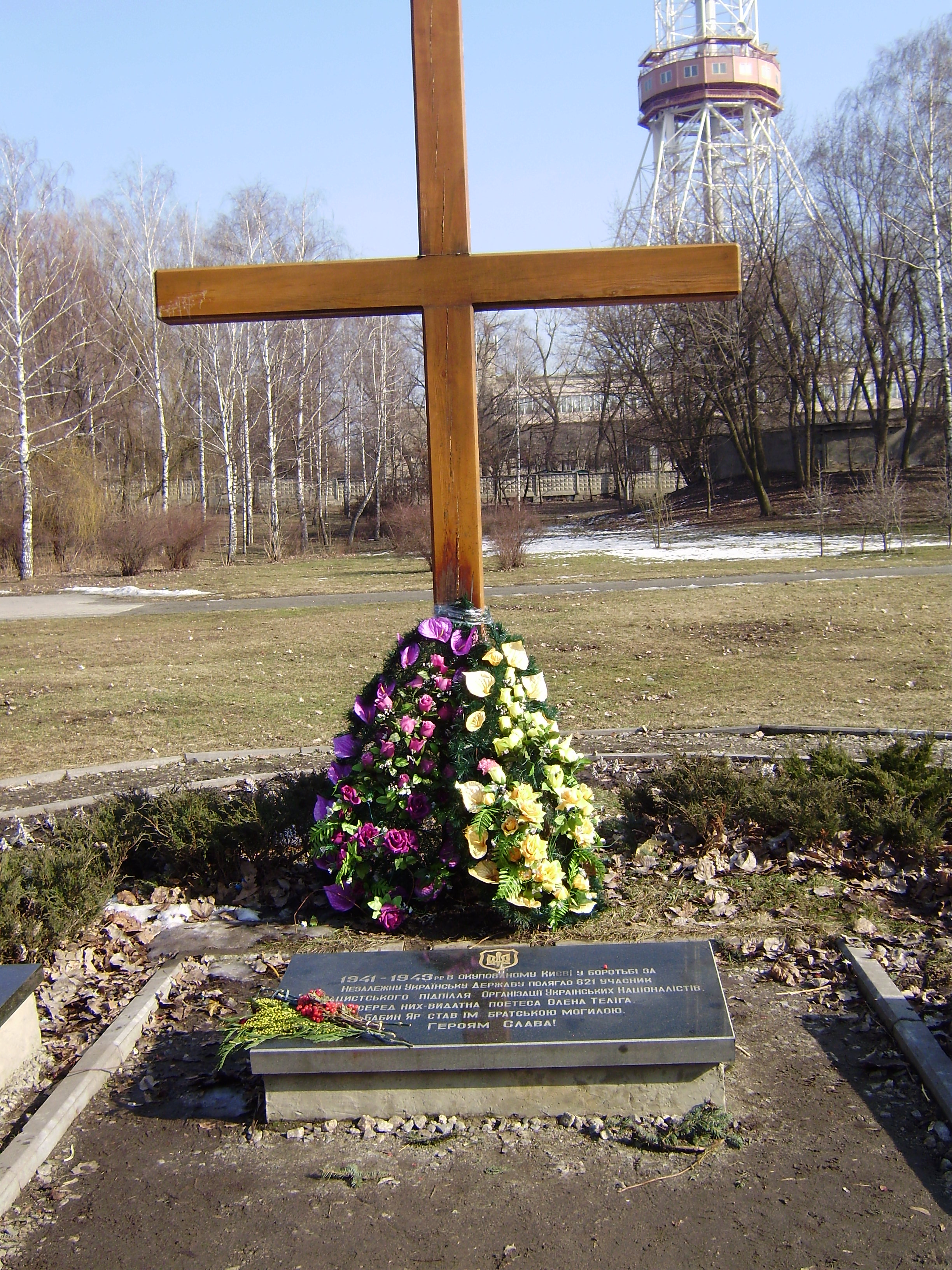
Перший Пам'ятний Хрест, встановлений у 1992 році у Бабиному Яру
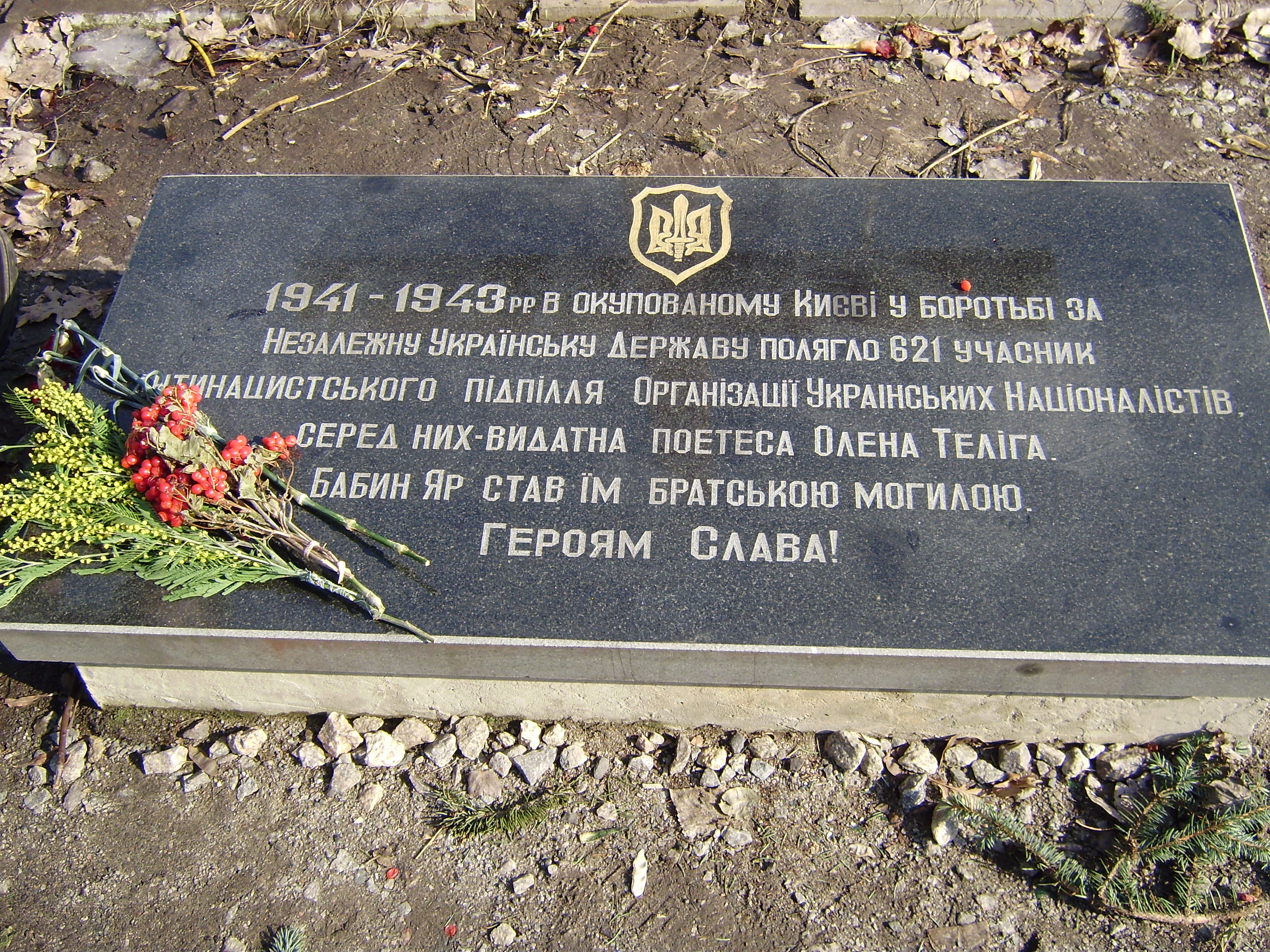
Меморіальна табличка біля хреста у Бабиному Яру
Пам'ятник Олені Телізі у Києві на території КПІ
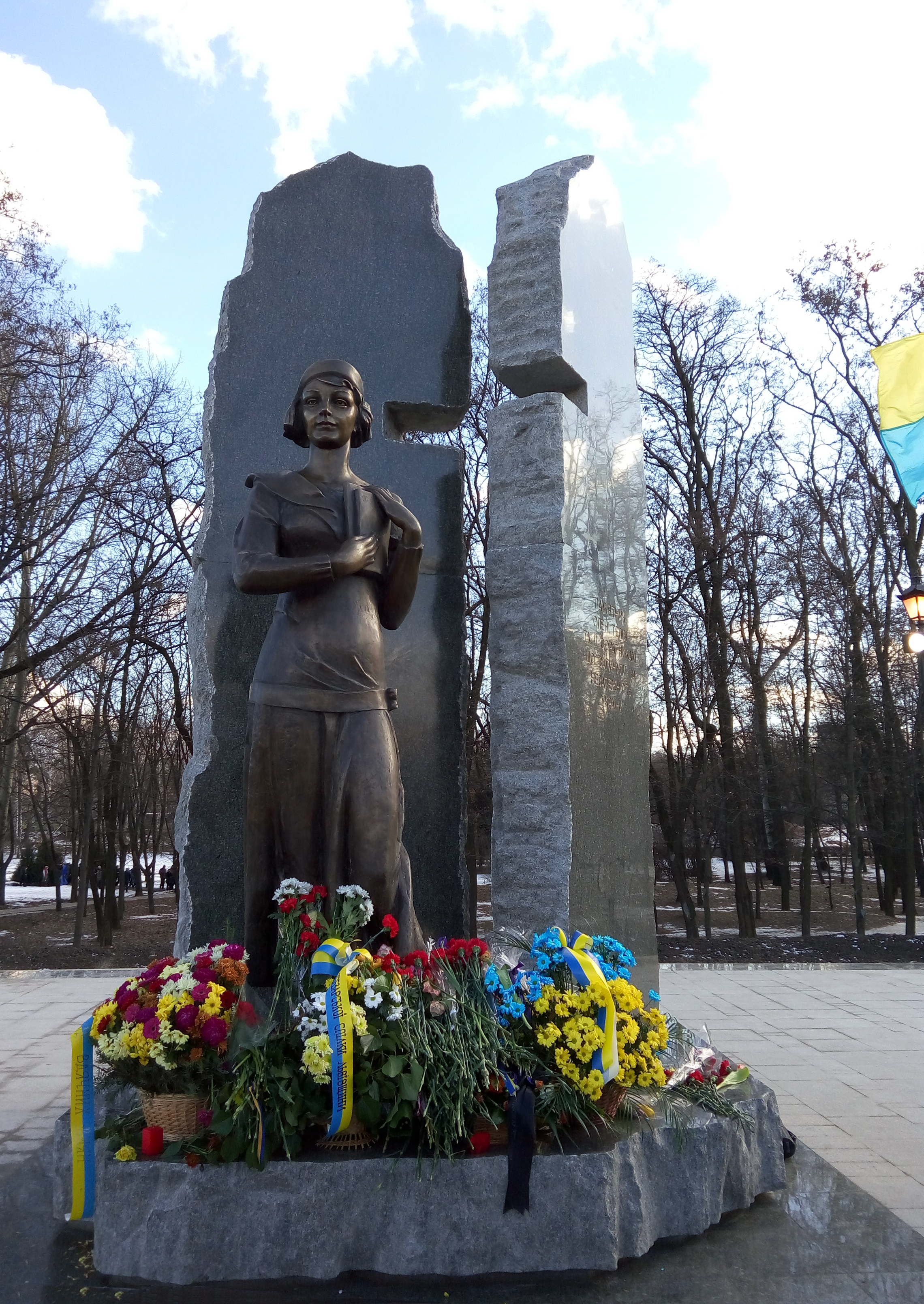
Памятник Олені Телізі та її соратникам у Бабиному Яру
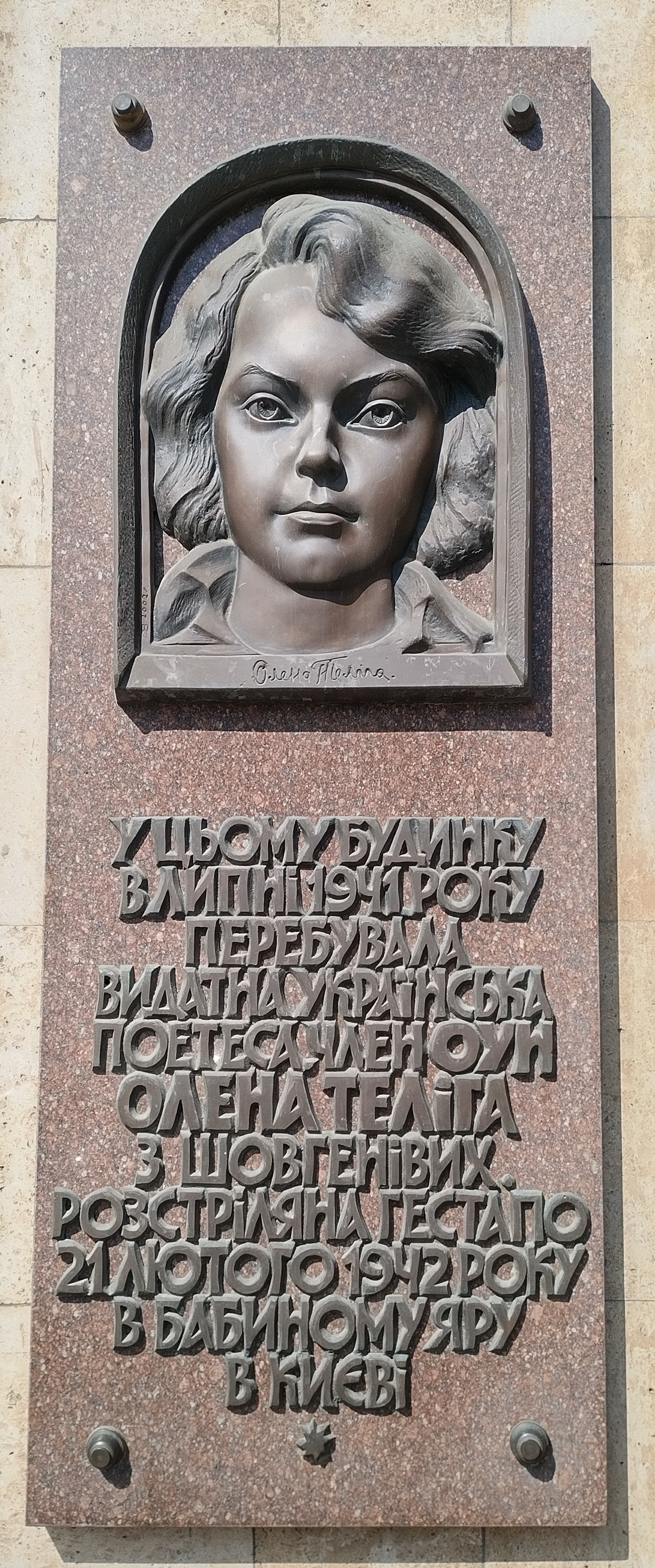
Меморіальна дошка на фасаді будинку по проспекту Шевченка у Львові